# Ernst Vetterlein

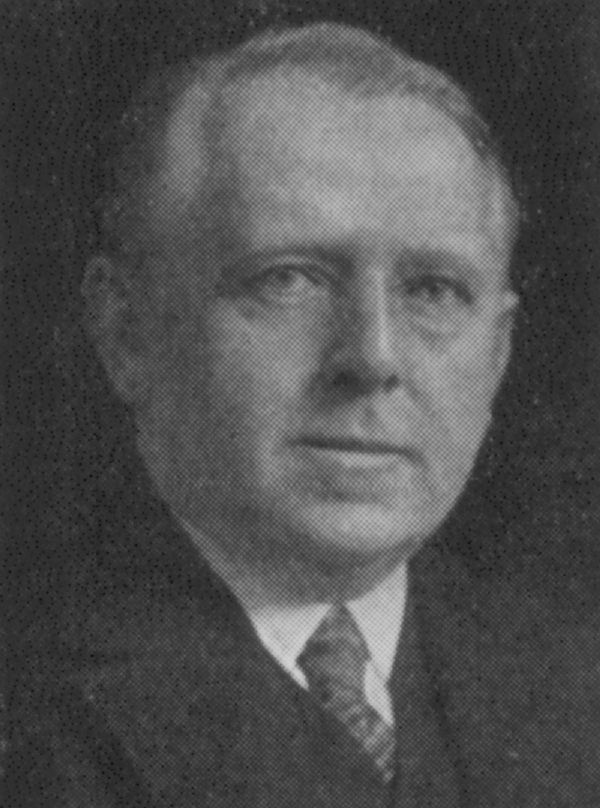
Ernst Vetterlein, vor 1932

Ernst Friedrich Vetterlein (* 12. April 1873 in Leipzig; † 22. Januar 1950 in Hannover) war ein deutscher Architekt und Hochschullehrer. Als Professor für Städtebau und Siedlungswesen war er von 1923 bis 1925 auch Rektor der Technischen Hochschule Hannover. 

## Leben
Ernst Friedrich Vetterlein war Sohn des Kaufmanns Friedrich Vetterlein und dessen Ehefrau Eugenie Vollert.  Er studierte Architektur in Dresden, München und an der Technischen Hochschule Aachen bei Karl Henrici. Nach dem Studium war er von 1897 bis 1900 im Architekturatelier von Professor Albert Müller in Zürich tätig. Vom 1. Juli 1900 bis zum 31. März 1904 war er Assistent von Karl Hofmann, Georg Wickop und Friedrich Pützer in der Abteilung für Architektur der Technischen Hochschule Darmstadt. Er promovierte dort am 8. März 1902 zum Dr.-Ing. als einer der beiden ersten Ingenieure, die das der Hochschule neu zugestandene Promotionsrecht nutzen konnten. Er lehrte als Dozent Baukunst und habilitierte sich zwei Monate später ebenfalls in Darmstadt. Im Juni 1905 erhielt er den Professorentitel, blieb aber Außerordentlicher Professor, bis er 1919 als Professor für Städtebau, Siedlungswesen und Kleinwohnungsbau an die Technische Hochschule Hannover berufen wurde. Seit 1913 lehrte dort Otto Blum Städtebau; Vetterlein ergänzte diese Ausbildung seitens der Fakultät für Architektur. Er stand außerdem der Hochschule von 1923 bis 1925 als Rektor vor. Ab 1931 lehrte Vetterlein zusätzlich Landesplanung. Im November 1933 unterzeichnete er das Bekenntnis der deutschen Professoren zu Adolf Hitler.
Bereits 1932 hatte Ernst Vetterlein Städtebau und Landesplanung als eine größere gesamtgesellschaftliche Aufgabe beschrieben: 

„Der neue Städtebau ist Volksaufbau, Landesplanung ist nicht erweiterter Städtebau in der bisherigen Beschränkung auf Stadtgrenzen, sondern der neue Städtebau ist angewandte Landesplanung in Stadt und Land. Dies sind aber keine Gegensätze, sondern wertvolle Ergänzungen, die ein Ganzes bilden sollen. Nicht Stadt oder Land – Wir suchen Deutschland.“

Im Jahr 1940 war Vetterlein Mitglied im Arbeitskreis für Baupflege und Baugestaltung im Reichsgau Wartheland und begutachtete den Generalbebauungsplan für Kutno.
Vetterlein unterhielt neben der Professur ein eigenes Architekturbüro in Hannover und war Mitglied im Bund Deutscher Architekten.
Ernst Vetterlein war seit 1899 mit Milla Vetterlein, geborene David, verheiratet. Sein Schwiegervater war der langjährige Redakteur der Straßburger Post Pascal David (1850–1908), sein Sohn der 1910 in Darmstadt geborene Geophysiker und Hochschullehrer  Pascal Vetterlein.

## Werk
Bauten und Entwürfe

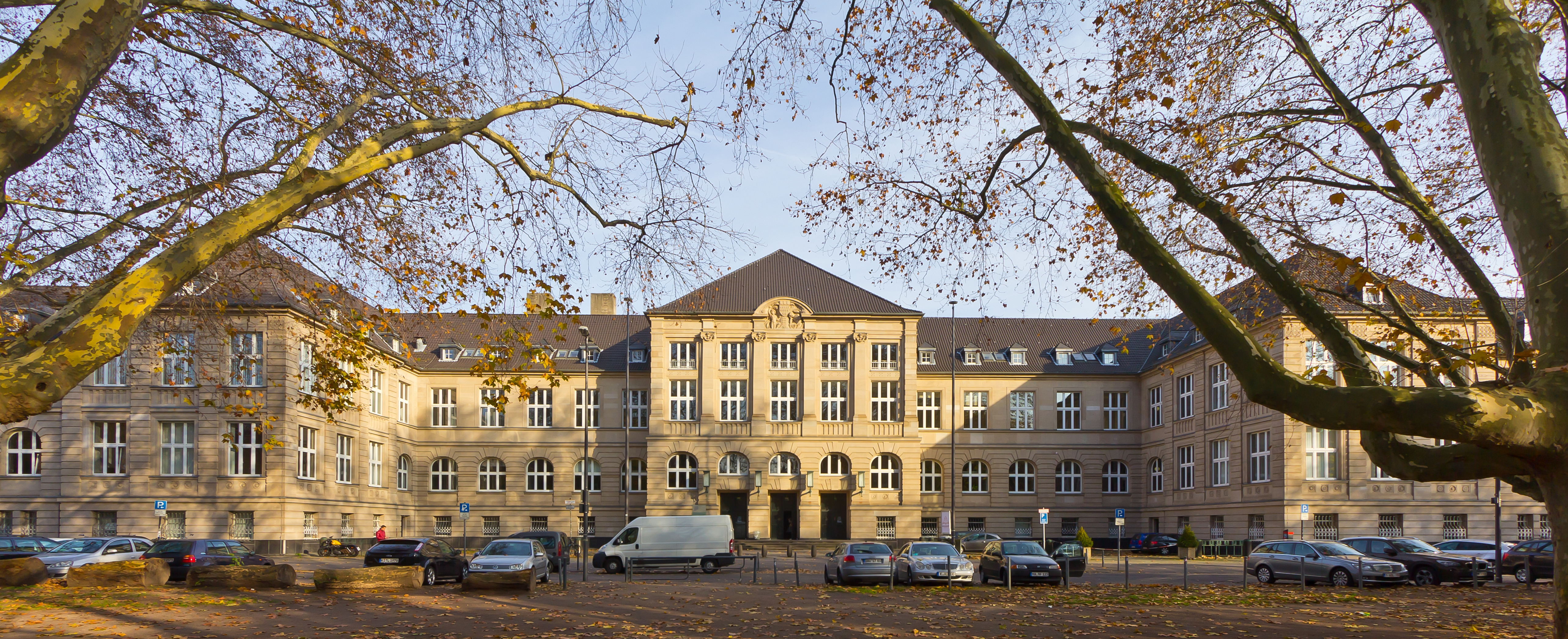
„Alte Universität“ in Köln

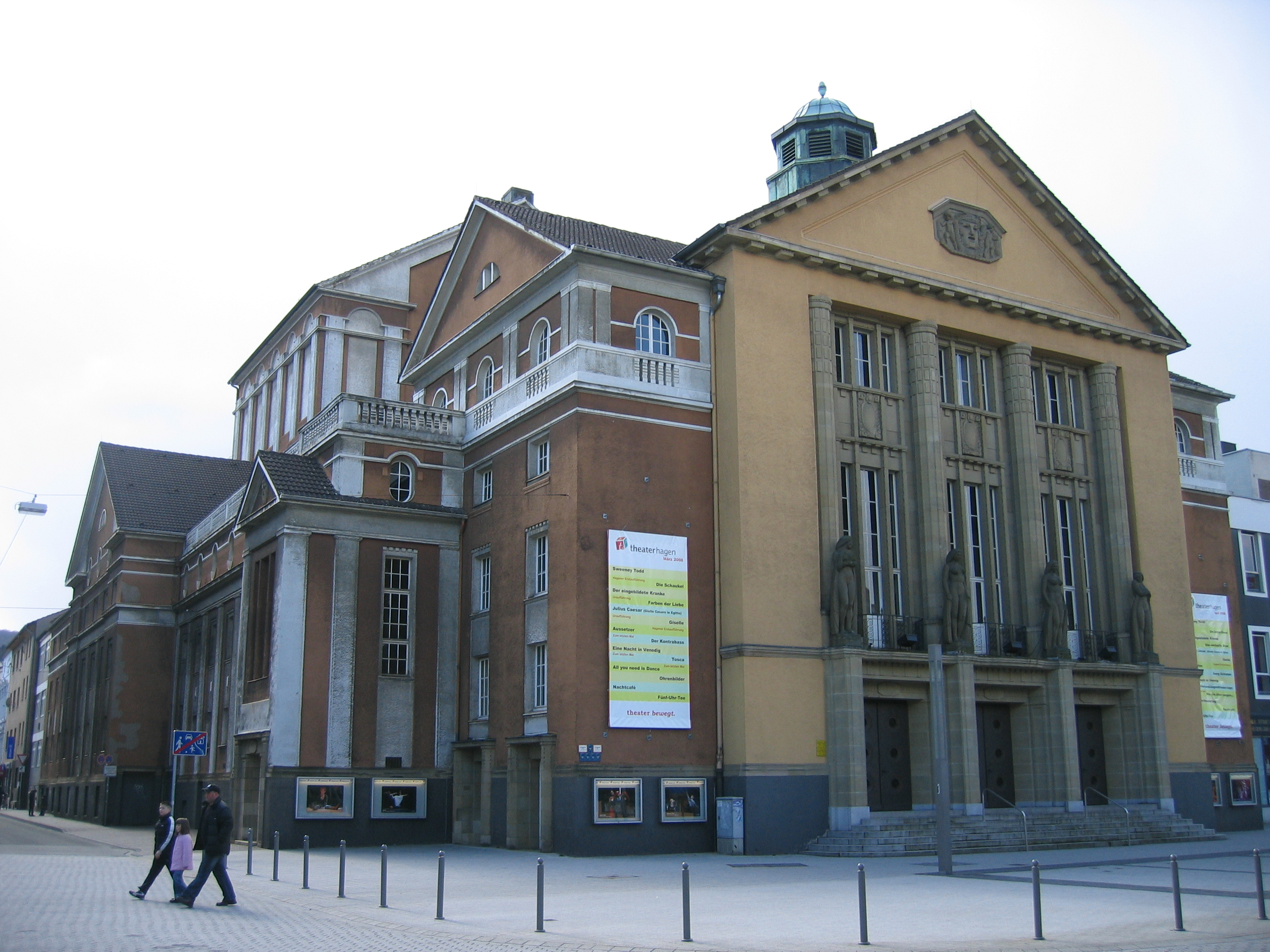
Stadttheater in Hagen

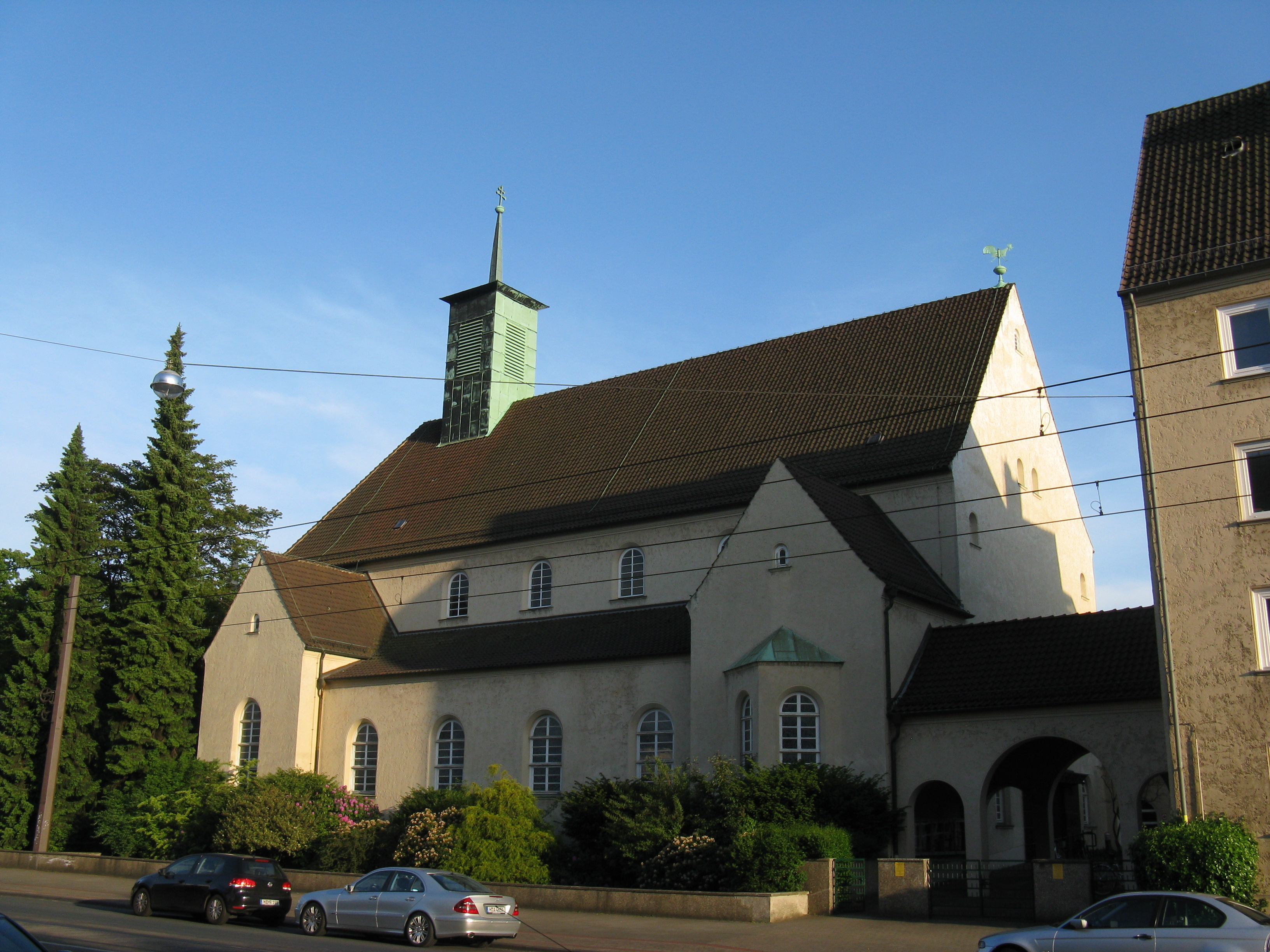
Pfarrkirche St. Antonius in Hannover

- 1903: Wettbewerbsentwurf zur Erlangung von Vorentwürfen für ein eigenes Heim der am 1. Mai 1901 eröffneten Handelshochschule (prämiert mit dem 1. Preis), Ausführung 1905–1907 (so genannte Alte Universität, heute Sitz der Fachhochschule Köln)[6]
- 1909: Wettbewerbsentwurf für das Stadttheater in Hagen (prämiert mit dem 2. Preis), Ausführung 1910–1911
- 1910: Waisenhaus in Straßburg-Neudorf
- um 1925: Oberrealschule in Duisburg-Rheinhausen, Schwarzenbergstraße
- 1927–1928: katholische Pfarrkirche St. Antonius in Hannover-Kleefeld (unter Denkmalschutz)

Schriften
- Die Baukunst des Schulhauses. 2 Bände, Göschen, Leipzig 1909.
  - Teil 1: Das Schulhaus.
  - Teil 2: Die Schulräume.
- Entwicklungsplan der Stadt Göttingen und der benachbarten Orte des Landkreises. 1925.
- Städtebau der Zukunft und Lehren der Vergangenheit. In: Walther Wickop (Hrsg.): Führung zur Baukunst. Curt R. Vincentz, Hannover 1931.
- Die Landesplanung für den Regierungsbezirk Magdeburg. Hannover 1931.